# Ad Vinkenprijs
De Ad Vinkenprijs is een prijs die sinds 1989 eens in de twee jaar uitgereikt wordt aan een persoon die een bijzondere bijdrage levert aan de kleinkunst in Tilburg. De prijswinnaars zijn echter ook actief op andere terreinen van de cultuursector.
De winnaars ontvangen € 2500,- van het College van burgemeester en wethouders van Tilburg. De prijs wordt toegekend op voordracht van een onafhankelijke jury.

## Prijswinnaars
- 2019 - Sanne Vleugels, operazangeres, theatermaker en comédienne[1]
- 2017 - Frans van der Meer, kleinkunstenaar[2]
- 2015 -  Jacqueline Hamelink, celliste[3]
- 2013 - Jeroen de Leijer, striptekenaar[4]
- 2011 - Joris van Midde, theatermaker[5]
- 2009 - Tilburg Cowboys, kunstenaarscollectief[6]
- 2007 - Karin Bruers, kleinkunstenares
- 2005 - Kristel van Issum, choreografe van T.R.A.S.H.
- 2003 - Peer de Graaf, theaterdocent, cabaretier
- 2001 - Gummbah, tekenaar
- 1999 - Tom America,  componist
- 1997 - Lauran van der Sanden, muzikant
- 1995 - Zwoele Troelies, komische muziektrio
- 1993 - Jace van de Ven, journalist, dichter
- 1991 - De Stijle, Want... (Stichting Korte Metten)
- 1989 - Don van Gijsel, toneelspeler

## Ad Vinken
Ad Vinken (1931-1988) was een Tilburgse ambtenaar en woordkunstenaar, die in 1988 overleed. Hij was onder meer belangrijk voor de cultuur door zijn bijdrages aan de Tilburgse Revue, als tekstschrijver, cabaretier en als acteur. Daarnaast was Vinken actief als tonproater. De gemeente stelde na zijn dood daarom een prijs in die zijn naam draagt.